# Braunia brachytheca
Braunia brachytheca là một loài Rêu trong họ Hedwigiaceae. Loài này được (Dixon) Broth. mô tả khoa học đầu tiên năm 1925.